# Walter Christmas
Walter Christmas, född 10 februari 1861, död 18 mars 1924, var en dansk författare.
Christmas var ursprungligen militär. Han gjorde sig främst känd för sina präktiga pojkböcker som Smaa Helte (1907), Svend Spejer (1911). Han utgav även reseskildringar och skådespel som Amazonfloden (1893), Et Aar i Siam (1894), En Lektion (1905), samt Under Tropersol (1909).

## Utmärkelser
- Riddare av Dannebrogorden,  1916[1]

[Redigera Wikidata]